# Upper Lake
Upper Lake és una concentració de població designada pel cens dels Estats Units a l'estat de Califòrnia. Segons el cens del 2000 tenia 989 habitants.

## Demografia
Segons el cens del 2000, Upper Lake tenia 989 habitants, 389 habitatges, i 259 famílies. La densitat de població era de 66 habitants/km².
Dels 389 habitatges en un 28,8% hi vivien nens de menys de 18 anys, en un 46,5% hi vivien parelles casades, en un 13,6% dones solteres, i en un 33,4% no eren unitats familiars. En el 27,8% dels habitatges hi vivien persones soles el 15,4% de les quals corresponia a persones de 65 anys o més que vivien soles. El nombre mitjà de persones vivint en cada habitatge era de 2,5 i el nombre mitjà de persones que vivien en cada família era de 3,05.
Per edats la població es repartia de la següent manera: un 26,5% tenia menys de 18 anys, un 10,3% entre 18 i 24, un 23,3% entre 25 i 44, un 22,3% de 45 a 60 i un 17,6% 65 anys o més.
L'edat mediana era de 38 anys. Per cada 100 dones de 18 o més anys hi havia 84,5 homes.
La renda mediana per habitatge era de 22.143 $ i la renda mediana per família de 33.393 $. Els homes tenien una renda mediana de 21.964 $ mentre que les dones 17.188 $. La renda per capita de la població era d'11.670 $. Entorn del 23,8% de les famílies i el 25,5% de la població estaven per davall del llindar de pobresa.

## Poblacions més properes
El següent diagrama mostra les poblacions més properes.